# Igor Grkajac
Igor Grkajac (Kirin Serbia: Игор Гркајац; sinh 26 tháng 4 năm 1987) là một cầu thủ bóng đá Serbia thi đấu ở vị trí tiền đạo cho FK Radnički Pirot.